# Ricardo Cano
Ricardo Cano, né le 26 février 1951 à Buenos Aires, est un joueur argentin de tennis.
Il a été quart de finaliste en double à Roland-Garros et à l'US Open. Il a également été joueur de l'équipe d'Argentine de Coupe Davis, dont il a ensuite été capitaine.

## Carrière
Il joue en Coupe Davis de 1971 à 1982 (sauf en 1979). Lors de la campagne qui mène l'Argentine à sa première finale en 1981, il joue un match sans enjeu en quart de finale à Timisoara en Roumanie contre Andrei Dirzu, il doit abandonner à 6-4, 2-6. Sa plus belle victoire est celle contre Dick Stockton alors 15e mondial en 1/4 de finale (finale Amérique) 1977 (3-6, 6-4, 8-6, 6-4) qui a fortement contribué à atteindre la demi-finale mais il ne put rien faire ensuite contre l'Australie de John Alexander et Phil Dent malgré les succès de Guillermo Vilas.
Fin 1983 il prend sa retraite en partie à cause d'une pleurésie qui l'empêché de jouer dans la totalité de ses moyens, mais il joue encore deux tournois en simple et en double en 1984 ainsi que le tournoi de double de Buenos Aires en 1985. Il est capitaine de l'équipe d'Argentine de Coupe Davis en 1983 et parvient en demi-finale, défaite en Suède. Dès 1983 il est également professeur de tennis au Buenos Aires Lawn Tennis Club et chroniqueur occasionnel pour le tennis argentin dans les journaux. Il a eu deux filles, Dolores et Victoria avec sa femme Monica Sasson.

## Palmarès

### Finales en simple messieurs
| No | Date       | Nom et lieu du tournoi                    | Catégorie | Dotation | Surface         | Vainqueur       | Score              |  |
| -- | ---------- | ----------------------------------------- | --------- | -------- | --------------- | --------------- | ------------------ |  |
| 1  | 12-07-1976 | Tournoi de tennis des Pays-Bas, Hilversum |           | 75 000 $ | Terre (ext.)    | Balázs Taróczy  | 6-4, 6-0, 6-1      |  |
| 2  | 12-06-1978 | Tournoi de tennis de Bruxelles, Bruxelles |           | 50 000 $ | Terre (ext.)    | Werner Zirngibl | 1-6, 6-3, 6-4, 6-3 |  |
| 3  | 19-01-1981 | Tournoi de tennis de Guaruja, Guarujá     |           | 75 000 $ | Moquette (ext.) | Carlos Kirmayr  | 6-4, 6-2           |  |

### Titres en double messieurs
| No | Date       | Nom et lieu du tournoi                         | Catégorie       | Dotation | Surface      | Partenaire      | Finalistes                   | Score         |  |
| -- | ---------- | ---------------------------------------------- | --------------- | -------- | ------------ | --------------- | ---------------------------- | ------------- |  |
| 1  | 26-11-1973 | Tournoi de tennis de Buenos Aires Buenos Aires |                 | NC $     | Terre (ext.) | Guillermo Vilas | Patricio Cornejo Iván Molina | 7-6, 6-3      |  |
| 2  | 12-07-1976 | Tournoi de tennis des Pays-Bas Hilversum       |                 | 75 000 $ | Terre (ext.) | Belus Prajoux   | Wojtek Fibak Balázs Taróczy  | 6-4, 6-3      |  |
| 3  | 20-04-1981 | British Hard Court Bournemouth                 | GP World Series | 75 000 $ | Terre (ext.) | Víctor Pecci    | Buster Mottram Tomáš Šmíd    | 6-4, 3-6, 6-3 |  |
| 4  | 08-06-1981 | Tournoi de tennis de Bruxelles Bruxelles       |                 | 50 000 $ | Terre (ext.) | Andrés Gómez    | Carlos Kirmayr Cássio Motta  | 6-2, 6-2      |  |

### Finales en double messieurs
| No | Date       | Nom et lieu du tournoi                         | Catégorie | Dotation | Surface         | Vainqueurs                     | Partenaire    | Score         |  |
| -- | ---------- | ---------------------------------------------- | --------- | -------- | --------------- | ------------------------------ | ------------- | ------------- |  |
| 1  | 09-08-1976 | Volvo International North Conway               |           | NC $     | Terre (ext.)    | Brian Gottfried Raúl Ramírez   | Víctor Pecci  | 6-3, 6-0      |  |
| 2  | 15-11-1976 | Tournoi de tennis du Brésil São Paulo          |           | 50 000 $ | Moquette (ext.) | Lito Álvarez Víctor Pecci      | Belus Prajoux | 6-4, 3-6, 6-3 |  |
| 3  | 22-11-1976 | Tournoi de tennis de Buenos Aires Buenos Aires |           | 50 000 $ | Terre (ext.)    | Carlos Kirmayr Tito Vázquez    | Belus Prajoux | 6-4, 7-5      |  |
| 4  | 21-11-1977 | Tournoi de tennis de Buenos Aires Buenos Aires |           | 75 000 $ | Terre (ext.)    | Ion Țiriac Guillermo Vilas     | Antonio Muñoz | 6-4, 6-0      |  |
| 5  | 23-11-1981 | Chilean Open Santiago                          |           | 50 000 $ | Terre (ext.)    | Hans Gildemeister Andrés Gómez | Belus Prajoux | 6-2, 7-6      |  |
| 6  | 21-11-1983 | Tournoi de tennis de Bahia Bahia               |           | 75 000 $ | Moquette (int.) | Givaldo Barbosa João Soares    | Thomaz Koch   | NC            |  |

## Parcours en Grand Chelem